# Seznam měst na Slovensku
Toto je úplný seznam slovenských měst, řazený podle počtu obyvatel. Seznam všech obcí naleznete v článku seznam měst, obcí a vojenských obvodů na Slovensku. V roce 2020 žilo na Slovensku téměř 5 428 000 obyvatel. V osmi krajských a zároveň největších městech žilo přes 1 121 000 obyvatel, tedy asi 20,7 % obyvatel země.
|           |         | Název                | Název                 | Název                 | Počet obyvatel (2019) | Kraj                 |
| slovenský | německý | maďarský             |                       |                       | Počet obyvatel (2019) | Kraj                 |
| --------- | ------- | -------------------- | --------------------- | --------------------- | --------------------- | -------------------- |
| 1.        |         | Bratislava           | Pressburg             | Pozsony               | 437 725               | Bratislavský kraj    |
| 2.        |         | Košice               | Kaschau               | Kassa                 | 238 593               | Košický kraj         |
| 3.        |         | Prešov               | Eperies/Preschau      | Eperjes               | 88 464                | Prešovský kraj       |
| 4.        |         | Žilina               | Sillein               | Zsolna                | 80 727                | Žilinský kraj        |
| 5.        |         | Banská Bystrica      | Neusohl               | Besztercebánya        | 78 084                | Banskobystrický kraj |
| 6.        |         | Nitra                | Neutra                | Nyitra                | 76 533                | Nitranský kraj       |
| 7.        |         | Trnava               | Tyrnau                | Nagyszombat           | 65 033                | Trnavský kraj        |
| 8.        |         | Trenčín              | Trentschin            | Trencsén              | 55 383                | Trenčínský kraj      |
| 9.        |         | Martin               | (Turz-)Sankt Martin   | Turócszentmárton      | 54 168                | Žilinský kraj        |
| 10.       |         | Poprad               | Deutschendorf         | Poprád                | 51 235                | Prešovský kraj       |
| 11.       |         | Prievidza            | Priwitz               | Privigye              | 45 634                | Trenčínský kraj      |
| 12.       |         | Zvolen               | Altsohl               | Zólyom                | 42 167                | Banskobystrický kraj |
| 13.       |         | Považská Bystrica    | Waagbistritz          | Vágbeszterce          | 39 271                | Trenčínský kraj      |
| 14.       |         | Michalovce           | Großmichel            | Nagymihály            | 38 776                | Košický kraj         |
| 15.       |         | Nové Zámky           | Neuhäus(e)l           | Érsekújvár            | 37 512                | Nitranský kraj       |
| 16.       |         | Spišská Nová Ves     | (Zipser) Neu(en)dorf  | Igló                  | 37 007                | Košický kraj         |
| 17.       |         | Komárno              | Komorn                | Komárom               | 33 751                | Nitranský kraj       |
| 18.       |         | Humenné              | Homenau               | Homonna               | 32 834                | Prešovský kraj       |
| 19.       |         | Levice               | Lewenz                | Léva                  | 32 735                | Nitranský kraj       |
| 20.       |         | Bardejov             | Bartfeld              | Bártfa                | 32 293                | Prešovský kraj       |
| 21.       |         | Liptovský Mikuláš    | Liptau-Sankt Nikolaus | Liptószentmiklós      | 31 000                | Žilinský kraj        |
| 22.       |         | Lučenec              | Lizenz                | Losonc                | 27 739                | Banskobystrický kraj |
| 23.       |         | Piešťany             | Pistyan               | Pöstyén               | 27 336                | Trnavský kraj        |
| 24.       |         | Ružomberok           | Rosenberg             | Rózsahegy             | 26 558                | Žilinský kraj        |
| 25.       |         | Topoľčany            | Topoltschan           | Nagytapolcsány        | 24 785                | Nitranský kraj       |
| 26.       |         | Trebišov             | Trebischau            | Tőketerebes           | 24 649                | Košický kraj         |
| 27.       |         | Čadca                | Tschadsa              | Csáca                 | 23 941                | Žilinský kraj        |
| 28.       |         | Rimavská Sobota      | Großsteffelsdorf      | Rimaszombat           | 23 751                | Banskobystrický kraj |
| 29.       |         | Dubnica nad Váhom    | Dubnitz an der Waag   | Vágtölgyes            | 23 550                | Trenčínský kraj      |
| 30.       |         | Pezinok              | Bösing                | Bazin                 | 23 034                | Bratislavský kraj    |
| 31.       |         | Dunajská Streda      | Niedermarkt           | Dunaszerdahely        | 22 684                | Trnavský kraj        |
| 32.       |         | Partizánske          | -                     | Simony                | 22 269                | Trenčínský kraj      |
| 33.       |         | Vranov nad Topľou    | Vronau an der Töpl    | Varannó               | 22 245                | Košický kraj         |
| 34.       |         | Šaľa                 | Schala                | Vágsellye/Sellye      | 21 689                | Nitranský kraj       |
| 35.       |         | Hlohovec             | Freistadt(l)          | Galgóc                | 21 301                | Trnavský kraj        |
| 36.       |         | Brezno               | Bries                 | Breznóbánya           | 20 889                | Banskobystrický kraj |
| 37.       |         | Snina                | Snina                 | Szinna                | 20 289                | Prešovský kraj       |
| 38.       |         | Senica               | Senitz                | Szenice               | 20 289                | Trnavský kraj        |
| 39.       |         | Nové Mesto nad Váhom | Neustadt an der Waag  | Vágújhely             | 20 071                | Trenčínský kraj      |
| 40.       |         | Senec                | Wartberg              | Szenc                 | 19 963                | Bratislavský kraj    |
| 41.       |         | Rožňava              | Rosenau               | Rozsnyó               | 19 045                | Košický kraj         |
| 42.       |         | Žiar nad Hronom      | Heiligenkreuz         | Garamszentkereszt     | 18 852                | Banskobystrický kraj |
| 43.       |         | Dolný Kubín          | Unterkubin            | Alsókubin             | 18 665                | Žilinský kraj        |
| 44.       |         | Bánovce nad Bebravou | Banowitz              | Bán                   | 17 750                | Trenčínský kraj      |
| 45.       |         | Púchov               | Puchau                | Puhó                  | 17 561                | Trenčínský kraj      |
| 46.       |         | Malacky              | Malatzka              | Malac(z)ka            | 17 467                | Bratislavský kraj    |
| 47.       |         | Handlová             | Krickerhau            | Nyitrabánya           | 16 890                | Trenčínský kraj      |
| 48.       |         | Kežmarok             | Käsmark               | Késmárk               | 16 346                | Prešovský kraj       |
| 49.       |         | Stará Ľubovňa        | Altlublau             | Ólubló                | 16 327                | Prešovský kraj       |
| 50.       |         | Sereď                | Sered                 | Szered                | 15 444                | Trnavský kraj        |
| 51.       |         | Skalica              | Skalitz               | Szakolca              | 15 022                | Trnavský kraj        |
| 52.       |         | Galanta              | Galanta               | Galánta               | 14 990                | Trnavský kraj        |
| 53.       |         | Kysucké Nové Mesto   | Kischütz-Neustadt     | Kisucaújhely          | 14 953                | Žilinský kraj        |
| 54.       |         | Levoča               | Leutschau             | Lőcse                 | 14 722                | Prešovský kraj       |
| 55.       |         | Detva                | Detwa                 | Dettva/Gyetva         | 14 545                | Banskobystrický kraj |
| 56.       |         | Šamorín              | Sommerein             | Somorja               | 13 350                | Trnavský kraj        |
| 57.       |         | Sabinov              | Zeben                 | Kisszeben             | 12 700                | Prešovský kraj       |
| 58.       |         | Stupava              | Stampfen              | Stomfa/Stompfa        | 12 108                | Bratislavský kraj    |
| 59.       |         | Revúca               | Groß-Rauschenbach     | Nagyrőcze             | 11 949                | Banskobystrický kraj |
| 60.       |         | Veľký Krtíš          | -                     | Nagykürtös            | 11 755                | Banskobystrický kraj |
| 61.       |         | Myjava               | Miawa                 | Miava                 | 11 514                | Trenčínský kraj      |
| 62.       |         | Zlaté Moravce        | Goldmorawitz          | Aranyosmarót          | 11 375                | Nitranský kraj       |
| 63.       |         | Bytča                | -                     | Nagybiccse            | 11 363                | Žilinský kraj        |
| 64.       |         | Moldava nad Bodvou   | Moldau an der Bodwa   | Szepsi                | 11 307                | Košický kraj         |
| 65.       |         | Holíč                | Holitsch              | Holics                | 11 156                | Trnavský kraj        |
| 66.       |         | Nová Dubnica         | Neudubnitz            | Újtölgyes             | 11 040                | Trenčínský kraj      |
| 67.       |         | Svidník              | Obersvidnik           | Felsővízköz           | 10 752                | Prešovský kraj       |
| 68.       |         | Kolárovo             | -                     | Gúta                  | 10 586                | Nitranský kraj       |
| 69.       |         | Fiľakovo             | Fileck                | Fülek                 | 10 568                | Banskobystrický kraj |
| 70.       |         | Stropkov             | Stroppkau             | Sztropkó              | 10 438                | Prešovský kraj       |
| 71.       |         | Štúrovo              | Parkan/Gockern        | Párkány               | 10 186                | Nitranský kraj       |
| 72.       |         | Banská Štiavnica     | Schemnitz             | Selmecbánya           | 10 004                | Banskobystrický kraj |
| 73.       |         | Šurany               | -                     | Nagysurány            | 9 659                 | Nitranský kraj       |
| 74.       |         | Tvrdošín             | Turdoschin            | Turdossin             | 9 201                 | Žilinský kraj        |
| 75.       |         | Modra                | Modern                | Modor                 | 9 046                 | Bratislavský kraj    |
| 76.       |         | Veľké Kapušany       | -                     | Nagykapos             | 8 862                 | Košický kraj         |
| 77.       |         | Stará Turá           | Alt-Turn              | Ótura                 | 8 764                 | Trenčínský kraj      |
| 78.       |         | Krompachy            | Krompach              | Korompa               | 8 684                 | Košický kraj         |
| 79.       |         | Veľký Meder          | -                     | Nagymegyer            | 8 612                 | Trnavský kraj        |
| 80.       |         | Vráble               | -                     | Verebély              | 8 551                 | Nitranský kraj       |
| 81.       |         | Sečovce              | -                     | Gálszécs              | 8 542                 | Košický kraj         |
| 82.       |         | Svit                 | -                     | Szvit                 | 7 923                 | Prešovský kraj       |
| 83.       |         | Krupina              | Karpfen               | Korpona               | 7 912                 | Banskobystrický kraj |
| 84.       |         | Námestovo            | -                     | Námesztó              | 7 784                 | Žilinský kraj        |
| 85.       |         | Vrútky               | Ruttek                | Ruttka                | 7 748                 | Žilinský kraj        |
| 86.       |         | Turzovka             | -                     | Turzófalva            | 7 515                 | Žilinský kraj        |
| 87.       |         | Kráľovský Chlmec     | -                     | Királyhelmec          | 7 426                 | Košický kraj         |
| 88.       |         | Hriňová              | Hrinau                | Herencsvölgy          | 7 415                 | Banskobystrický kraj |
| 89.       |         | Hnúšťa               | Nusten                | Nyustya               | 7 411                 | Banskobystrický kraj |
| 90.       |         | Liptovský Hrádok     | Liptau-Hradek         | Liptóújvár            | 7 397                 | Žilinský kraj        |
| 91.       |         | Hurbanovo            | Altdala               | Ógyalla/Ó Gyalla      | 7 397                 | Nitranský kraj       |
| 92.       |         | Trstená              | -                     | Trsztena              | 7 360                 | Žilinský kraj        |
| 93.       |         | Nová Baňa            | Königsberg            | Újbánya               | 7 314                 | Banskobystrický kraj |
| 94.       |         | Šahy                 | Eipelschlag           | Ipolyság              | 7 219                 | Nitranský kraj       |
| 95.       |         | Tornaľa              | -                     | Tornalya/Tornalja     | 7 114                 | Banskobystrický kraj |
| 96.       |         | Krásno nad Kysucou   | -                     | Karásznó              | 6 799                 | Žilinský kraj        |
| 97.       |         | Želiezovce           | Zelis                 | Zselíz                | 6 746                 | Nitranský kraj       |
| 98.       |         | Spišská Belá         | Zipser Bela           | Szepesbéla            | 6 733                 | Prešovský kraj       |
| 99.       |         | Lipany               | Siebenlinden          | Héthárs               | 6 542                 | Prešovský kraj       |
| 100.      |         | Medzilaborce         | -                     | Mezőlaborc            | 6 531                 | Prešovský kraj       |
| 101.      |         | Veľký Šariš          | Großscharosch         | Nagysáros             | 6 426                 | Prešovský kraj       |
| 102.      |         | Nemšová              | -                     | Nemsó                 | 6 414                 | Trenčínský kraj      |
| 103.      |         | Sobrance             | Sobranz               | Szobránc              | 6 346                 | Košický kraj         |
| 104.      |         | Turčianske Teplice   | Bad Stuben            | Stubnyafürdő          | 6 330                 | Žilinský kraj        |
| 105.      |         | Žarnovica            | Scharnowitz           | Zsarnócza             | 6 170                 | Banskobystrický kraj |
| 106.      |         | Gelnica              | Göllnitz              | Gölnicbánya           | 6 047                 | Košický kraj         |
| 107.      |         | Vrbové               | Werbau                | Verbó                 | 5 907                 | Trnavský kraj        |
| 108.      |         | Rajec                | Rajetz                | Rajecz                | 5 787                 | Žilinský kraj        |
| 109.      |         | Svätý Jur            | Sankt Georgen         | Szentgyörgy           | 5 724                 | Bratislavský kraj    |
| 110.      |         | Dobšiná              | Dobschau              | Dobsina               | 5 685                 | Košický kraj         |
| 111.      |         | Poltár               | -                     | Poltár                | 5 584                 | Banskobystrický kraj |
| 112.      |         | Gabčíkovo            | Bösch                 | Bős                   | 5 473                 | Trnavský kraj        |
| 113.      |         | Ilava                | Illau                 | Illava                | 5 464                 | Trenčínský kraj      |
| 114.      |         | Kremnica             | Kremnitz              | Körmöcbánya           | 5 258                 | Banskobystrický kraj |
| 115.      |         | Sládkovičovo         | Diosek                | Diószeg               | 5 209                 | Trnavský kraj        |
| 116.      |         | Gbely                | Egbell                | Egbell                | 5 073                 | Trnavský kraj        |
| 117.      |         | Nesvady              | -                     | Naszvad               | 5 049                 | Nitranský kraj       |
| 118.      |         | Bojnice              | Weinitz               | Bajmóc                | 4 992                 | Trenčínský kraj      |
| 119.      |         | Šaštín-Stráže        | Schoßberg-Strascha    | Sasvár-Strázsa        | 4 965                 | Trnavský kraj        |
| 120.      |         | Sliač                | Sliatsch              | Szliács               | 4 959                 | Banskobystrický kraj |
| 121.      |         | Brezová pod Bradlom  | Birkenhain            | Berezó                | 4 768                 | Trenčínský kraj      |
| 122.      |         | Medzev               | Metzenseifen          | Mecenzéf              | 4 482                 | Košický kraj         |
| 123.      |         | Turany               | -                     | Nagyturány            | 4 278                 | Žilinský kraj        |
| 124.      |         | Strážske             | Straschke             | Őrmező                | 4 250                 | Košický kraj         |
| 125.      |         | Nováky               | -                     | Nyitranovák           | 4 203                 | Trenčínský kraj      |
| 126.      |         | Trenčianske Teplice  | Trentschin-Teplitz    | Trencsénteplic        | 4 162                 | Trenčínský kraj      |
| 127.      |         | Leopoldov            | Leopold(neu)stadtl    | Újvároska             | 4 097                 | Trnavský kraj        |
| 128.      |         | Giraltovce           | -                     | Girált                | 4 089                 | Prešovský kraj       |
| 129.      |         | Tisovec              | Theißholz             | Tiszolc               | 4 087                 | Banskobystrický kraj |
| 130.      |         | Vysoké Tatry         | -                     | Magastátra/Tátraváros | 4 009                 | Prešovský kraj       |
| 131.      |         | Spišské Podhradie    | Kirchdrauf            | Szepesváralja         | 3 985                 | Prešovský kraj       |
| 132.      |         | Hanušovce nad Topľou | -                     | Tapolyhanusfalva      | 3 782                 | Prešovský kraj       |
| 133.      |         | Čierna nad Tisou     | -                     | Tiszacsernyő          | 3 619                 | Košický kraj         |
| 134.      |         | Tlmače               | -                     | Garamtolmács          | 3 520                 | Nitranský kraj       |
| 135.      |         | Spišské Vlachy       | Wallendorf            | Szepesolaszi          | 3 459                 | Košický kraj         |
| 136.      |         | Jelšava              | Eltsch                | Jolsva                | 3 289                 | Banskobystrický kraj |
| 137.      |         | Podolínec            | Pudlein               | Podolin               | 3 155                 | Prešovský kraj       |
| 138.      |         | Rajecké Teplice      | Bad Rajetz            | Rajecfürdő            | 3 023                 | Žilinský kraj        |
| 139.      |         | Spišská Stará Ves    | Alt(en)dorf           | Szepesófalu           | 2 230                 | Prešovský kraj       |
| 140.      |         | Modrý Kameň          | Blauenstein           | Kékkő                 | 1 624                 | Banskobystrický kraj |
| 141.      |         | Dudince              | Dudintze              | Gyűgy                 | 1 395                 | Banskobystrický kraj |